# 杰西卡·梅尔
杰西卡·乌尔丽卡·梅尔（英語：Jessica Ulrika Meir，1977年7月1日—）是一名NASA女宇航员、海洋生物学家和生理学家。

## 生平
杰西卡·梅尔的母亲來自瑞典的一個基督教家庭，曾是一名护士；父親是來自以色列的伊拉克裔犹太人，曾是一名医生，小時候就從伊拉克移居以色列，后来又移居瑞典，並在瑞典邂逅了梅爾的母親。梅爾父母後來又搬到美國缅因州居住，並在那裡生下梅爾。
梅爾長大後在不列顛哥倫比亞大學進行比较生理学博士後研究之後，一度擔任波士顿麻省总医院哈佛医学院麻醉学助理教授。她研究過南极帝企鹅的潜水生理原理和行为，以及能跨越喜马拉雅山迁徙的斑头雁的生理原理。2002年9月，梅尔參與NASA极端环境任务行动（NEEMO）。2013年，她入选NASA第二十一组宇航员。梅尔于2019年9月25日通過联盟MS-15前往国际空间站，她在遠征61和遠征62期间担任飞行工程师。2019年10月18日，梅尔和克里斯蒂娜·科赫成為最先參與太空行走的兩位女性。